# C6 Bank
O C6 Bank é um banco brasileiro para pessoas físicas e jurídicas. O projeto da instituição foi iniciado em março de 2018, tendo sido lançado e aberto ao público em geral no dia 5 de agosto de 2019 sob a liderança do CEO, Marcelo Kalim.
O C6 Bank concentra suas operações em um aplicativo, disponibilizando produtos e serviços como conta corrente, cartão, Conta Global, tag de pedágio, conta para menores de 18 anos e uma plataforma de investimento própria, com ativos no Brasil e no exterior.
Em 2021, o JPMorganChase, líder global em serviços financeiros, adquiriu uma participação de 40% no C6 Bank, tornando-se sócio no negócio brasileiro. Nesse mesmo ano, o banco alcançou a marca de 10 milhões de clientes, divulgando a notícia por meio de uma campanha nacional protagonizada pela modelo brasileira Gisele Bündchen. A modelo foi escolhida novamente para anunciar a conquista de 20 milhões de clientes em agosto de 2022.
Em agosto de 2023, o JPMorganChase aumentou de 40% para 46% sua participação no C6 Bank. Em 2024, já com 35 milhões de clientes e um portfólio de mais de 100 produtos, funcionalidades e serviços, o banco registrou o primeiro lucro anual de sua história, de R$ 2,3 bilhões.
O C6 Bank foi reconhecido como o melhor banco digital do Brasil pelo prêmio Canaltech em 2021, 2022 e 2023.
O C6 Bank foi eleito o banco brasileiro com a melhor jornada do cliente e melhor experiência de abertura de conta, segundo o Ranking idwall de Experiência Digital de 2024. No mesmo ano, o C6 Bank estreou no ranking das marcas mais valiosas do Brasil (Kantar BrandZ).
O C6 Bank é associado à Federação Brasileira de Bancos (Febraban) e à Associação Brasileira de Bancos (ABBC).

## História
O C6 Bank foi fundado pelo empresário Marcelo Kalim e um grupo de executivos brasileiros com experiência em mercado financeiro e tecnologia. A apresentação do pedido de licença ao Banco Central do Brasil foi feita em março de 2018. Em outubro do mesmo ano, foram realizadas duas aquisições: a primeira foi a NTK Solutions, que desenvolve soluções para meios de pagamentos e passou a se chamar PayGo; a segunda, a Besser Partners, plataforma de câmbio.
Em janeiro de 2019, o Banco Central do Brasil concedeu ao C6 Bank a licença para operar como banco múltiplo e, em março do mesmo ano, a corretora do C6 Bank (C6 Corretora de Títulos e Valores Mobiliários Ltda.) também recebeu licença para operar. Em 5 de agosto de 2019, o C6 Bank foi oficialmente lançado para o público. A partir dessa data, o banco passou a oferecer seus serviços de abertura de contas para pessoas físicas, jurídicas e microempreendedores individuais (MEIs), por meio do aplicativo disponível para celulares.
Em agosto e outubro de 2019, foram feitas duas aquisições: IDEA9 e Som.us. A IDEA9 oferece cursos em áreas como Finanças Pessoais, Liderança e Gestão de Negócios e, após a aquisição, passou a se chamar C6 Institute. A Som.us presta assessoria e consultoria em seguros às corretoras no Brasil e passou a se chamar C6 Seg.
No seu primeiro ano de operação, o C6 Bank foi reconhecido pelo idwall como o banco digital brasileiro com a melhor experiência de abertura de conta. Em dezembro 2019, o banco alcançou a marca de 1 milhão de contas abertas. Segundo um levantamento da consultoria McKinsey, o C6 Bank foi o banco digital que atingiu a marca de 1 milhão de clientes de forma mais rápida entre os bancos sem agências físicas lançados entre 2014 e 2019, levando apenas seis meses desde o seu lançamento.
Em dezembro de 2019, o C6 Bank lançou a conta global em dólar, sendo o pioneiro no Brasil a trazer essa modalidade integrada ao mesmo aplicativo da conta em real. Ampliando o serviço de conta em moedas estrangeiras lançou, em 2020, a conta global em euro e, em 2023, disponibilizou para clientes PJ a conta em dólar ou euro. Em 2020, o banco passou a atender também clientes PJ (pessoa jurídica), com serviços como conta corrente, transferências, pagamentos e uma página web.
No ano de 2020, a UBS Evidence Lab mostrou que o C6 Bank teve crescimento de 48% na base de clientes do 2º para o 3º trimestre de 2020, sendo considerada a maior expansão registrada entre os bancos digitais. Também em 2020, o idwall elegeu a instituição como o banco digital brasileiro com a melhor experiência de abertura de conta. E, ao final de 2020, o banco atingiu o número de 4 milhões de contas abertas e anunciou a captação de recursos de R$ 1,3 bilhão na sua holding, tornando-se um unicórnio brasileiro.
O banco lançou, em abril de 2021, uma plataforma de investimentos que permite que brasileiros acessem mercados internacionais, possibilitando a compra e a venda de ações na Nasdaq e na NYSE, bem como aplicações em produtos de renda fixa - como bonds - e em outros fundos estrangeiros. O valor da remessa mínima inicial para investimentos no exterior é US$ 100, desde 2023. Em 2024, o banco zerou a anuidade e a taxa de manutenção da conta de investimento no exterior. 
Em agosto de 2021, anunciou que ultrapassou a marca de 10 milhões de contas abertas. No mesmo ano, foi classificado em primeiro lugar no ranking LinkedIn Top Startups 2021. Em 2022 e 2023, foi eleito novamente o melhor banco digital no Prêmio Canaltech. Além disso, o C6 Bank recebeu destaque como uma das melhores empresas brasileiras para profissionais LGBTQIA+, de acordo com uma pesquisa do Programa Global de Equidade no Trabalho.
O banco criou, em 2022, um segmento chamado Carbon, com foco em clientes de maior poder aquisitivo, disponibilizando atendimentos personalizados por e-mail, telefone ou aplicativo de mensagens. Com a ampliação do serviço para consumidores de alta renda, em 2023, o C6 abriu escritórios físicos focados nesse segmento. Os primeiros escritórios foram instalados em Brasília, Belo Horizonte, Porto Alegre e Rio de Janeiro apresentando essa opção àqueles clientes que valorizam a assessoria presencial para tomar decisões.
Em 2023, um espaço VIP exclusivo para clientes do cartão C6 Carbon Mastercard Black foi inaugurado no aeroporto de Guarulhos, no Terminal 3, dentro do W Premium Lounge.
Em agosto de 2023, o JPMorganChase anunciou que aumentou sua participação nos negócios do C6 Bank de 40% para 46%.
Pouco mais de um ano depois, o C6 Bank deu mais um passo na estratégia de atendimento à alta renda, com o lançamento de um novo segmento, o C6 Graphene, focado em clientes com mais de R$ 5 milhões investidos no banco.
Em 2024, o banco registrou o primeiro lucro anual de sua história, de R$ 2,3 bilhões. A carteira de crédito está concentrada em ativos com garantia, principalmente consignado e financiamento de veículos.
Entre março de 2020 e abril de 2025, TIM e o C6 Bank mantiveram uma parceria, por meio da qual clientes da operadora tinham vantagens como bônus de internet, parcelamento de smartphones em até 18 vezes e taxas melhores para investimentos. Em fevereiro de 2025, as duas empresas anunciaram o fim da parceria.

## Tecnologia e Segurança
O C6 Bank é o único banco brasileiro que integra o consórcio internacional Cybersecurity at MIT Sloan (CAMS), do Instituto de Tecnologia de Massachusetts (MIT). A cada ano, são realizados mais de 35 mil testes de segurança no aplicativo.
A instituição financeira também possui diversas outras iniciativas, como a autenticação de transações financeiras por biometria facial independente do sistema operacional do celular. Em agosto de 2022, o banco lançou uma ferramenta de segurança em que os clientes conseguem restringir a visibilidade de seus investimentos fora de localizações previamente cadastradas como seguras. Em 2023, criou-se a possibilidade de configurar limites diferentes para Pix, TEDs e TEFs dentro e fora de endereços considerados seguros.
Outro fator de segurança é a disponibilidade do cartão virtual para compras online, já que é possível fazer compras sem estar com o cartão físico, pois o código de segurança é atualizado periodicamente. Além disso, para casos de perda ou roubo de um cartão físico, é possível bloqueá-lo no próprio aplicativo.

## Cultura
Em maio de 2023, o C6 promoveu um festival de música que ficou marcado por reunir astros consagrados e artistas que estão despontando no cenário musical. Entre as atrações da primeira edição do C6 Fest estavam os alemães do Kraftwerk, pioneiros da música eletrônica, a dupla Underworld, a cantora Arlo Parks, da Inglaterra, e o jazzista norte-americano Jon Batiste. Entre os brasileiros, estavam Caetano Veloso, Arnaldo Antunes e Tim Bernardes.
A segunda edição do C6 Fest ocorreu em 2024. O festival recebeu nomes como RAYE, jovem britânica que bateu o recorde de premiações do Brit Awards daquele ano, a banda de soul-rock Black Pumas e o cantor e compositor do R&B contemporâneo Daniel Caesar. A programação de jazz contou com Charles Lloyd, um dos maiores nomes da história do gênero, a sul-coreana Jihye Lee e o trio Kamasi Washington, Terrace Martin e Robert Glasper com o projeto Dinner Party.

## Compromisso ambiental
Em dezembro de 2021, o C6 Bank lançou um cartão físico biodegradável, com 80% da composição em PLA, produzido a partir do amido de milho. No mesmo ano, o banco conquistou o selo de carbono neutro ao compensar as emissões resultantes de suas operações em 2021.
Em 2022, a instituição anunciou a possibilidade de pessoas diminuírem sua pegada individual ecológica por meio da compra de créditos de carbono. Também há possibilidade de doar ao Instituto Terra, órgão dedicado à restauração ecossistêmica da Mata Atlântica.
O C6 Bank integra a Coalizão Planeta Priceless, uma rede liderada pela Mastercard que une instituições financeiras e varejistas e que tem como meta plantar 100 milhões de árvores no mundo em cinco anos. O banco comprometeu-se a plantar 25 mil árvores até o final de 2022. Além disso, a sede do banco recebeu a certificação LEED (Leadership in Energy & Environmental Design), que reconhece edifícios sustentáveis. No início de 2023, a instituição financeira passou a integrar o Movimento Ambição Net Zero, iniciativa que presta apoio a empresas que fazem parte do Pacto Global da ONU.
Em março de 2023, o C6 lançou uma ferramenta que permite que as pessoas calculem no app do banco a sua pegada individual de carbono.

## Prêmios
| Ano  | Organização                                        | Categoria                                                                                | Resultado                       |
| ---- | -------------------------------------------------- | ---------------------------------------------------------------------------------------- | ------------------------------- |
| 2020 | idwall                                             | Banco digital com melhor experiência em abertura de conta                                | 1º lugar                        |
| 2021 | LinkedIn                                           | LinkedIn Top Startups 2021 no Brasil                                                     | 1º lugar                        |
| 2021 | Gupy                                               | 100 RHs que Inspiram                                                                     | Presença dentre os 100 melhores |
| 2021 | Instituto MESC                                     | Pagamentos — Liberação de Cancelas                                                       | Vencedor                        |
| 2021 | Ranking da Forbes                                  | Melhores bancos do mundo - Brasil                                                        | Top 3                           |
| 2021 | Canaltech                                          | Melhor banco digital                                                                     | Vencedor                        |
| 2022 | LinkedIn                                           | LinkedIn Top Startups 2022 no Brasil                                                     | 2º lugar                        |
| 2022 | Bloomberg Linea                                    | Pessoas mais influentes da América Latina                                                | Presença na lista               |
| 2022 | Distrito                                           | 100 Super CEOs                                                                           | Presença na lista               |
| 2022 | Forbes - CB Insights                               | Unicórnios brasileiros                                                                   | Presença na lista               |
| 2022 | Marcas de Quem Decide                              | Banco Digital                                                                            | Indicação                       |
| 2022 | Opinion Box                                        | Bancos                                                                                   | Top 3                           |
| 2022 | Human Rights Campaing Foundation                   | Práticas de diversidade LGBTIA+                                                          | Destaque                        |
| 2022 | Instituto Ethos                                    | Diversidade e inclusão                                                                   | Destaque                        |
| 2022 | Filasa                                             | Finance & Law Summit and Awards                                                          | Finalista                       |
| 2022 | Ranking da Forbes                                  | Melhores bancos do mundo - Brasil                                                        | Top 3                           |
| 2022 | Comscore                                           | Audiência digital na América Latina                                                      | 4º lugar                        |
| 2022 | Estadão                                            | Melhores serviços – cartão de crédito, C6 Tag e app                                      | Vencedor                        |
| 2022 | Merca                                              | Ranking de reputação financeira                                                          | Participação no ranking         |
| 2022 | Fórum LIDE do Varejo e Marketing                   | Melhor Marketing Financeiro                                                              | Vencedor                        |
| 2022 | Canaltech                                          | Melhor banco digital                                                                     | Vencedor                        |
| 2023 | Prêmio Empresas + Inovadoras no Brasil (InovaESPM) | Banco digital e/ou fintech                                                               | 2º lugar                        |
| 2023 | Ranking da Forbes                                  | Melhores Bancos do Mundo - Brasil                                                        | 7º lugar                        |
| 2023 | Human Rights Campaing Foundation                   | Práticas de diversidade LGBTIA+                                                          | Destaque                        |
| 2023 | Ethos/Época de Inclusão 2023                       | Financeiro                                                                               | Destaque                        |
| 2023 | Prêmio Top 5 Focus (Banco Central)                 | IPCA Adm e PIB Total (Longo Prazo)                                                       | 1º lugar                        |
| 2023 | Canaltech                                          | Melhor banco digital                                                                     | Vencedor                        |
| 2023 | Prêmio Viagem e Turismo                            | Melhor Cartão de Débito Internacional                                                    | Vencedor                        |
| 2024 | Prêmio Filasa                                      | Melhor Departamento Jurídico de Bancos e Serviços Financeiros                            | Vencedor                        |
| 2024 | Fundação Human Rights Campaign                     | Melhores empresas para pessoas LGBTQIAP+                                                 | Reconhecimento                  |
| 2024 | LinkedIn Top Companies                             | Top Companies 2024: As 15 melhores empresas com menos de 5 mil funcionários              | Top 3                           |
| 2024 | Ranking idwall de Experiência Digital de 2024      | Banco Brasileiro com Melhor jornada do cliente e Melhor experiência de abertura de conta | Vencedor                        |

## C6 Consig
Em 2021, o banco foi multado por repassar empréstimos consignados sem autorização. Após o acontecimento, o banco mudou o protocolo e passou a exigir prova de vida biométrica na formalização de 100% dos contratos. O C6 Consig é signatário das iniciativas de autorregulação da Febraban, desde outubro de 2020.